# منظمة إنقاذ الجيل
منظمة إنقاذ الجيل هي منظمة غير ربحية تؤيد الرأي غير المثبت علميًا أن التوحد والاضطرابات ذات الصلة تأتي في المقام الأول بسبب العوامل البيئية، وخاصةً اللقاحات. تأسست المنظمة في عام 2005 على يد ليزا وج.ب هاندلي. لقيت المنظمة اهتمامًا من خلال استخدام حملة إعلامية، بما في ذلك إعلانات صفحة كاملة في صحيفة نيويورك تايمز ويو إس إيه توداي. ومن المعروف أن نظمة إنقاذ الجيل تستخدمها جيني مكارثي للتعبير عن رأيها بشأن ارتباط التوحد واللقاحات والكفاع عن موقفها المناهض للقاحات.

## الحملة الإعلامية
تأسست المنظمة في عام 2005 على يد ليزا وج.ب هاندلي و150 من المتطوعين الذين شملوا العديد من أعضاء حركة العلاج الطبي الحيوي في ذلك الوقت. وابتداءًا من ربيع عام 2005 وبدءًا من يناير 2007، بدأت منظمة إنقاذ الجيل حملة إعلامية وطنية في الولايات المتحدة، ووضعت إعلانات في صحف مثل نيويورك تايمز ويو إس إيه توداي. قاد المنظمة في الآونة الأخيرة جيني مكارثي، وهي مؤلفة، وشخصية تلفزيونية وعارضة سابقة بمجلة بلاي بوي. تغيرت العلامة التجارية للمنظمة بشكل مختلف منذ أن أصبحت مكارثي رئيسًا للمنظمة باسم «جيني مكارثي وجيم كاري في منظمة التوحد»، و«جيني مكارثي ومنظمة إنقاذ الجيل» و«جيني مكارثي في منظمة التوحد». كتب بوني روشمان في مجلة تايم، «... أثارت انتماء مكارثي إلى منظمة إنقاذ الجيل، وهي منظمة تربط التوحد باللقاحات، آلاف الآباء، وشجعتهم على رفض اللقاحات لأطفالهم - نفس اللقاحات المسؤولة عن إنقاذ الأرواح في جميع أنحاء العالم».

## أسباب التوحد
اقترحت منظمة إنقاذ الجيل عددًا من الأسباب المحتملة للقضايا المتعلقة بالتوحد والنمو، مثل اللقاحات، وزيادة في عدد اللقاحات، والثيومرسال، وهي الحافظة المصنوعة من الزئبق والتي تحتوي على اللقاح. تدعي منظمة إنقاذ الجيل أن التدخل الطبي الحيوي لعلاج التوحد يمكن أن يساعد الأطفال على التعافي. وقد دحضت الأبحاث العلمية، كما تقول الادعاءات بأن اللقاحات، والمخدرات أو العلاج بالاستخلاب يمكن أن يعالج التوحد.
ينظر المجتمع إلى منظمة إنقاذ الجيل على أنها منظمة مثيرة للجدل؛ بسبب ملفها الشخصي من خلال الإعلانات الوطنية ووجهة نظرها المختلفة مع الإجماع السائد حول أهمية اللقاحات في المجتمع الطبي، كما وُصفت المنظمة بأنها منظمة مناهضة لللقاحات.

## الانتقادات
عقدت منظمة إنقاذ الجيل مؤتمر سنوي في شيكاغو جنبًا إلى جنب مع مؤسسة خيرية أخرى مثيرة للجدل، التوحد واحد. قادت خطابات المتكلمين في هذه المؤتمرات النقاد لاتهام كلتا المنظمتين بتعزيز العلاجات غير المثبتة، مثل دواء Miracle Mineral Solution، كعلاج مزعوم للتوحد. وقد انتقدت هذه المؤتمرات أيضًا لأن أندرو ويكفيلد ألقى خطابات بها. كما تعرضت المنظمة لانتقادات لأن العديد من المتكلمين الذين يقدمون «ما يسمى العلاجات» لديهم مصلحة مالية خاصة هم.
وقال جيه بي هاندلي عن أندرو ويكفيلد، منشئ جدل لقاح الحصبة والنكاف والحصبة الألمانية وعلاقته بالتوحد: «يعتبر أندرو ويكفيلد هو نيلسون مانديلا ويسوع المسيح بالنسبة إلى مجتمعنا، فهو رمز يشعر بنا كلنا». ومع ذلك، فقد وصف عمل ويكفيلد بأنه«احتيال متقن»، نشأت مخاوف لدى الوالدين بسبب تلك الجدالات حول اللقاحات، واستمرار الدعوة إلى نظرية غير مبررة من قبل مجموعات مثل الإنقاذ جيل على الرغم من أن تلك النظريات أدت دورها بخفض معدلات التحصين وزيادة حالات السعال الديكي والحصبة، وهي أمراض شديدة العدوى وأحيانًا تعتبر مميتة.
أصدرت منظمة إنقاذ الجيل بيانًا بأن «حفلة وسائل الإعلام» بعد الكشف عن احتيال ويكفيلد والتلاعب في البيانات كان «يشوبه الكثير من اللغط».
يستند الكثير من قضية منظمة إنقاذ جيل على المنشورات التي لا تمر من خلال مراجعة الأقران. وقد وصفت إميلي ويلينغهام «إنقاذ جيل» بأنها «منظمة مكرسة للمفهوم الذي يفسر أن اللقاحات تسبب التوحد وأن الناس المصابين بالتوحد يمكن أن يتعافوا من التوحد عن طريق تدخلات مختلفة غير مثبتة وخطيرة في بعض الأحيان، بما في ذلك تشيلاتيون».

## روابط خارجية
- الموقع الرسمي
- "The Vaccine War". Frontline. 27 أبريل 2010. بي بي إس. مؤرشف من الأصل في 2015-03-30.